# سهرة تنكرية للموتى
سهرة تنكرية للموتى رواية للكاتبة السورية غادة السمان.
تبدأ الأحداث بطائرة تحط من باريس في مطار بيروت، تحمل من بين ركابها: سبع مهاجرين لبنانيين، وطبيبة فرنسية، خلال الفترة ما بعد الحرب الأهلية، تتناوشهم مشاعر، وذكريات، ومخاوف مختلطة، بل وأحلام، وكوابيس تبرز خلالها. كما تقول الكاتبة في تعبيرها موزاييك الجنون البيروتي "فوران الحياة والموت، أشباح تمسك بالمارة في وضح النهار، مصاصي الدماء، والأحياء الأموات الزومبي"
تتحدث الكاتبة غادة السمان ضمن الرواية عن زمن ما بعد الحرب، وظهور مافيات السلم، ونجوم الاحتيال، كما تتحدث بالطبع عن الحب
الرواية جديرة بالقراءة لا سيما وأنها تتناول المشاعر التي يشعر بها المهجر عند عودته لبلاده الأم.